# リュドミーラ・プリヴィーフコヴァ
リュドミーラ・アンドレーエヴァ・プリヴィーフコヴァ（ロシア語: Людми́ла Андре́евна Приви́вкова 、1988年8月10日 - ）は、ロシア連邦のカーリング選手である。ロシア・シニア代表チームのメンバーとしてオリンピックへ三度参加しており、そのうち二大会でスキップを務めている。ロシア国際クラス・スポーツマスターの称号を有する。

## 概要
ソビエト連邦・ロシア・ソビエト連邦社会主義共和国時代のモスクワ市に生まれた。
子供時代には、新体操に取り組んでいた。 12 歳のとき、オーリガ・アンドリアーノヴァの指導の下でカーリングを始めた。アンドリアーノヴァは、将来のスキップと見込んでリュドミーラを養成した。 2 年後には世界ジュニアカーリング選手権へ参加するようになった。
モスクワの A・D・フリードマン記念第 654 教育センター生物学・化学科を2003年に卒業した。 K・E・ツィオルコフスキー記念ロシア国立技術大学経済学部を成績優秀で卒業し、2008年に大学院へ進学した。
モスクワの高等スポーツ技術試験学校「モスクヴィーチ」のカーリングチーム「モスクヴィーチ-1」に所属する。
2002年のソルトレイクシティオリンピックには初めてロシア女子代表が参加し、 10 位になった。プリヴィーフコヴァはこのときのメンバーであった。2006年2月のトリノオリンピックと2010年2月のバンクーバーオリンピックには、ロシア代表チームのスキップとして参加した。また、2010年オリンピックでの最も美しい選手第 6 位に選ばれた。
ロシア大会では「モスクヴィーチ-1」を率い、2004年 - 2005年シーズンで準優勝、翌2005年 - 2006年シーズンでは優勝を果たし、その後も 4 年連続で準優勝を果たしている。
プリヴィーフコヴァのロシア代表チームは2006年3月に全州市で開催された2006年世界ジュニアカーリング選手権で優勝し、同年12月にバーゼル市で開催された2006年ヨーロッパカーリング選手権でも優勝した。冬季ユニバーシアードでは、2007年に銀メダル、2009年に銅メダルを獲得している。

## 成績
参加したチームの成績。

### ロシア大会
- 2005年: 準優勝[4]
- 2006年: 優勝[4]
- 2007年: 準優勝[4]
- 2008年: 準優勝[4]
- 2009年: 準優勝[4]
- 2010年: 準優勝[4]

### ヨーロッパ大会
- ヨーロッパカーリング選手権（ スイス・バーゼル市、2006年）

### 世界大会
- ソルトレイクシティオリンピック（ アメリカ合衆国・ソルトレイクシティ市、2002年）: 10 位[5]
- 世界ジュニアカーリング選手権（ 韓国・全州市、2006年）: 1 位[1]
- 2007年冬季ユニバーシアード（ イタリア・トリノ市、2006年）: 6 位
- トリノオリンピック（ イタリア・トリノ、2006年）: 5 位[5]
- 2009年冬季ユニバーシアード（ 中国・ハルビン市、2009年）
- バンクーバーオリンピック（ カナダ・バンクーバー市、2010年）: 9 位